# Allan Goncalves Sousa
Allan Gonçalves Sousa (født 27. januar 1997) er en brasiliansk fodboldspiller, der spiller for AAB. Han kan spille både hængende angriber, på kanten eller helt fremme i angrebet.

## Karriere

### Qatar
Sousa spillede i den bedste række i Qatar for Al Arabi og for Al-Markhiya fra 2016-2017.

### Vejle Boldklub
Den 9. februar 2017 annoncerede Vejle Boldklub, at Allan Sousa var rejst med holdet på træningslejr i Tyrkiet forud for foråret i 2016-17-sæsonen. Klubben skrev desuden, at Sousa undervejs på den 12 dage lange træningslejr ville sætte sin signatur på en aftale med traditionsklubben.
Han etablerede sig fra forårsæsonens begyndelse sig som en starter i klubben, men fik først scoret sit første mål for Vejle Boldklub den 7. maj 2017, da han på et direkte frispark bragte Vejle Boldklub på 1-1 hjemme mod AB.
I den efterfølgende 2017-18-sæson scorede han ni ligamål og lagde op til otte scoringer i 28 kampe. Dermed var han en en afgørende spiller i Vejle Boldklubs tilbagevenden til Superligaen.
Han indledte 2018/2019-sæsonen i Superligaen med at score Vejle Boldklubs første mål i sæsonen, da han på straffespark bragte VB foran 1-0 i det, der endte med at blive en 3-1-sejr over Hobro IK. Han fulgte op med også at score i de efterfølgende to kampe mod henholdsvis Brøndby IF og AGF. Forud for den tredje kamp i sæsonen mod AGF forlængede Sousa sin kontrakt med Vejle Boldklub til sommeren 2021.

## Ekstern henvisninger
- Allan Goncalves Sousas spillerprofil på Transfermarkt (engelsk)
- Allan Goncalves Sousas profil på WorldFootball.net (engelsk)
- Allan Goncalves Sousas profil hos FootballDatabase.eu (engelsk)
- Allan Goncalves Sousas spillerprofil på Soccerway (engelsk)